# ローデンストック

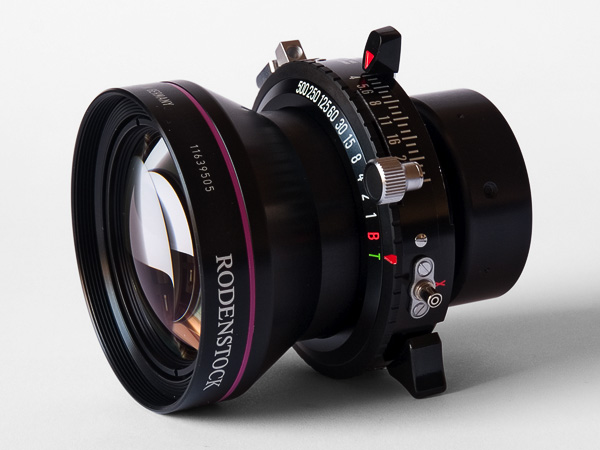
大判用アポ・シロナー

ローデンストック (Rodenstock) は、ドイツの光学メーカー。特にレンズ分野ではローデンシュトックと表記されることも多い。
1877年、ヨーゼフ・ローデンシュトック（Josef Rodenstock, 1846年 - 1932年）が創業し、二代目アレクサンダー・ローデンシュトック（Alexander Rodenstock, 1883年 - 1953年）、三代目ロルフ・ローデンシュトック（Rolf Rodenstock, 1917年 - 1997年）、四代目のランドルフ・ローデンシュトック (Randolf Rodenstock)を経て、2020年現在はアナス・ヘデゴー (Anders Hedegaard) がCEOである。
眼鏡のほか、プロ用写真レンズ、光学用精密工作機、コンピュータサービス、医療用光学機器など光学機器専門のメーカーとして現在に至る。

## 歴史
- 1877年 - 精密機器メーカーとしてヴュルツブルクで創業。
- 1878年 - 眼鏡のフレームとレンズの製造を開始[2]。順調に発展。
- 1883年 - ミュンヘンに移転。
- 1926年 - 第一次世界大戦後の大不況下で販路を拡大するためカメラ販売を業務内容に入れた[2]。

## 眼鏡製品
現存する数少ない、光学機器専門のメーカーであるところの眼鏡メーカーである。中でもエクスクルーシブシリーズは1975年より始まり、高級フレームとして地位を確立、現在に至る。星野仙一、石原慎太郎、堺屋太一、谷村新司など多数の各界著名人が使用している。

## レンズ製品
現在は大判用レンズが主力である。ジナー純正のシナロン (Sinaron) はローデンシュトックが製造したOEM製品。またハッセルブラッドのアークボディ用レンズも製造している。
過去にはドイツコダックのレチナにレンズを供給し、またエクサクタ、M42（プラクチカ）、ライカなど汎用マウント向けに少数ながら交換レンズを供給していた。現在ライカ判用レンズは製造していない。
カール・ツァイス、シュナイダー・クロイツナッハと並んでドイツ三大レンズメーカーの一つであるが、創立以来ほとんど眼鏡とその関連商品のみで業績を拡げた。

### ディガロン
HRディガロンW (HR Digaron-W)
撮像素子サイズ40×54 mmまで対応し、回折を限定し、高解像度を持つよう開発されたデジタル撮影用レンズ。ローデンシュトックは回折によるシャープネスの低下を回避するため絞り込みは少なくしアオリ機能を使用する必要があるとしている。
- 40 mm F4 - イメージサークルφ90 mm, シャッター#0
- 50 mm F4 - イメージサークルφ90 mm, シャッター#0
- 70 mm F5.6 - イメージサークルφ100 mm, シャッター#0
- 90 mm F5.6 - イメージサークルφ125 mm, シャッター#0

HRディガロンS (HR Digaron-S)
デジタル写真に最適化された高性能レンズ。絞り開放でも回折を限定して理論的理想に近いシャープさで一般的な画質基準をはるかに超える光学性能を発揮するとローデンシュトックはアナウンスしている。ローデンシュトックは、テクニカルカメラで深度の深い被写体を撮影する場合、レンズの絞り込みをできる限り抑え、アオリ撮影によることを推奨している。
- 23 mm F5.6 - イメージサークルφ70 mm, シャッター#0
- 28 mm F4.5 - イメージサークルφ70 mm, シャッター#0
- 35 mm F4 - イメージサークルφ70 mm, シャッター#0
- 60 mm F4 - イメージサークルφ70 mm, シャッター#0
- 100 mm F4 - イメージサークルφ70 mm, シャッター#0
- 180 mm F5.6 - イメージサークルφ80 mm, シャッター#0

### ユリゴン
ユリゴン (Eurygon) は逆望遠型の広角レンズ。

#### デッケルマウント
レチナレフレックスSなどの交換レンズ。

### ゲロゴン
アポ・ゲロゴン (Apo-Gerogon)
4群6枚完全対称・オルソメター型で、完璧なアポクロマート補正がなされている業務用プロセス・レンズで色収差を高度に補正している。現行のアポ・ロダゴンシリーズの前身とも言えるが、主目的は屋外使用も考慮された製版用プロセスレンズであったため、長焦点レンズが主体である。1/10×から10倍の撮影倍率のために最適化されているが、広い用途で使用される。完璧なアポクロマート補正をすると球面収差が激増するので、それを抑えるためにF9など開放F値を大きくしている。写真製版などの業務需要の縮小に伴いすでに製造停止である。
大まかに前期型と中期型、後期型などがある。前期型は、アルミ削りだしのレンズ鏡筒で絞り環などがゼブラ仕上げの総金属製鏡筒になっている。中期型は、鏡筒は前期型同様に金属鏡筒だが、鏡筒デザインは、最近のロダゴンシリーズの金属鏡筒製の高級品と部品を共有している関係上、レンズ前群は同じデザインである。このタイプも総金属鏡筒である。カラー印刷が主流になり、それに合わせてコーティングも改善されたがモノコート主体であった。中期型にはドイツ製の他に日本製の個体も存在している。中期型の日本製アポ・ゲロゴンはマルチコーティングである。後期型は品目によっては、現行ロダゴン同様の合成樹脂製鏡筒に変更されたものもある。プロセスレンズでありながら、ウォーターハウス型アタッチメントスロットを備えていないが、プリントの引き伸ばしから、写真製版、一般撮影まで、多目的に使用した場合でも描写性能が高い。
古い年代の品目によっては、開放絞りで色収差やレンズフレアが出るものもあるが、いずれも絞りを1段絞ればほぼ完璧な描写である。240 mm以下のレンズは前期型 - 後期型まで、絞りの開閉に寄与する内部リングは樹脂製である。前期型は透明樹脂に絞り番号が印刷されているが、中期型以降は黒色樹脂に絞り番号が印刷されたものに変更されている。クリックストップ機能は、一般的なボールベアリング式ではなく、一貫して、簡易な金属片バネ落とし込み式であるため、メンテナンスが容易である。後期型の絞り環クリックストップ機構は、全て樹脂製のため、摩耗すれば機能しなくなる。
- 135 mm F9 - ライカLマウント。アタッチメントはφ40.5 mmねじ込み。5枚絞り。後期型の合成樹脂鏡筒の物が確認されている。現行ロダゴンシリーズの短焦点の製品と共通の鏡筒であり、レンズはマルチコーティングである。
- 150 mm F9 - ライカLマウント。アタッチメントはφ40.5 mmねじ込み。5枚絞り。一般的なマウントねじの上、焦点距離が短く取り回しがしやすいことから、一般撮影の接写で利用するケースも多い。前期型はゼブラ仕上げ金属鏡筒で、これは無垢のアルミニウムからの削り出しで製作されており、アルマイト処理により黒色に着彩されている。中期型は、現行ロダゴン150 mm F5.6の縮小版のようなスタイルで金属鏡筒。後期型の鏡筒は現行ロダゴンシリーズの短焦点の製品と同様の合成樹脂鏡筒になったが、レンズはマルチコーティングに変更された。画質的には画素ピッチの細かい3600万画素の高解像力デジタル一眼レフカメラで使用してもレンズ側に充分余裕がある。
- 210 mm F9 - φ50 mm P=0.75 ねじマウント。アタッチメントはφ49 mmねじ込み。7枚絞り。前期型はゼブラ仕上げ金属鏡筒、これは無垢アルミニウムからの削り出しで制作されており、アルマイト処理により黒色に着彩されている。中期型は現行金属鏡筒ロダゴン150 mm F5.6に似たデザイン。アポ・ゲロゴンシリーズの中では古いタイプのレンズで、一度リニューアルして中期型までは作られたが、その後絶版になった。そのため後期型はない。前期型のレンズはイメージサークルが大きく5×7 in判までカバーできる反面、マウントネジよりもレンズの後群がかなり大きく広がったラッパ状のデザインなので、レンズを前後に分離してから機器に装着するタイプとなっている。そのため制約が多く、短い焦点距離の割にメンテナンスがしづらい。絞り羽根を開閉させる、内部のリングは透明樹脂製である。劣化するので機械油やグリスの類は使えない。前期型はレンズ・コーティングが未熟な上、広い角度をカバーするレンズのため、一般撮影においては逆光に弱く、絞り開放の時レンズフレアと目視では判断できない程度の色収差が出るが、一段絞り込むと色収差は非常に良好になる。レンズフレアはハレ切りして回避することが推奨される。前期型は、オメガにOEM供給していたオメガロン135 mm F4.5と絞りユニットを共有している。アポ・ゲロゴン240 mm F9よりも設計が古く高解像力のレンズだが、レンズフレアがとても出やすいので使いにくいところがある。中期型は現行金属鏡筒ロダゴン150 mm F5.6と同じデザインであり、絞りユニット部分などは共有している。また中期型は後群レンズもアポ・ゲロゴン240 mm F9とデザインを似たようなものに変更し、ラッパ状には開いていない。レンズ・コーティングもアポ・ゲロゴン240 mm F9中期型と同じものになった。ただしモノコートでレンズフレアが出やすいところは変わっていない。マウントはφ50 mm P=0.75ねじマウント。アタッチメントはφ52 mmねじ込み。7枚絞り。
- 210 mm F16 - φ40 mm P=0.75ねじマウント。アタッチメント使用不可。F16の固定円形絞り。極めて限定的な使用のために設計されたレンズで、良好なアポクロマート補正がなされているが、撮影倍率 1:1 に対して絞った設計になっている。現行品のアポ・ロダゴン-D (Apo-Rodagon-D) と同様に高速等倍デュープリケーションのマクロレンズとして開発されたもの。レンズが固定絞りなのだがそのちょうど真ん中の前群と後群で半分のところでレンズをねじると前後に分かれる。そこに黒色のドーナツ状に穴の開いた金属円盤があり F16 の固定をなしている。これを外して、穴の大小異なる同様の円盤を製作して挟みレンズを組み上げれば多少の絞りの開け閉めが可能になる。光学系も異なるので他のゲロゴンシリーズとは別系譜のレンズである。1:1 を外れた撮影をすると大幅に画質が悪化する。4×5 in判のポジデュープ用。精度の高いシステムで高速にポジの複写をする場合に用いられた。生産本数は少なく、一般人が目にする機会は滅多にないプロラボ用の特殊レンズ。また、一般には再利用の仕方もない。写真需要の縮小に伴い既に廃盤である。
- 240 mm F9 - φ50 mm P=0.75ねじマウント。アタッチメントはφ52 mmねじ込み。7枚絞り。事実上4×5 in判カメラの標準レンズ的存在。このレンズは現行の、金属鏡筒ロダゴン150 mm F5.6と全く同じデザインであり、絞りユニット部分なども共有している、そのため、絞りナンバーを光らせるための採光窓がユニットには存在するが、実際にはレンズの後群に完全に隠されてしまうので機能しない。絞り窓も光を通さないタイプである。アポ・ゲロゴン210 mm F9の前期型と異なり、後群レンズが広がっていないので、機器への装着が簡単である。絞り羽根を開閉させる内部のリングは黒色樹脂製である。劣化するので機械油やグリスの類は使えない。アポ・ゲロゴンの中では一番流通量が多かった品目。日本製の個体が確認されており、これはレンズの外見は現行金属鏡筒のロダゴン150 mm F5.6と同様のものだが、マルチ・コーティングのものとモノコートのものが存在しており、この日本製のレンズは絞りユニットには採光窓がないところがドイツ製のものと異なり、レンズ名のロゴの書体も異なる。鏡筒の周囲に Made in Japan とプリントされている。ドイツ製のレンズでは引き伸ばし機メーカーのベセラーにもベセラーアポHD 240 mm F9という名前でOEM供給していた。このレンズは画角を欲張った設計にしていないため、強逆光でもレンズフレアが出にくい。画質的には画素ピッチの細かい、3600万画素の高解像力デジタル一眼レフや1600万画素のマイクロ・フォーサーズ・カメラで使用しても解像力にまだ充分に余裕がある。
- 270 mm F9 - φ50 mm P=0.75ねじマウント。アタッチメントはφ58 mmねじ込み。金属鏡筒。ゼブラ仕上げの前期型と中期型が流通していた。マウントネジよりもレンズの後群がかなり大きく広がったラッパ状のデザインのため、レンズを前後に分離してから機器に装着するタイプとなっている。アポ・ゲロゴン-S 270 mm F11よりも集光率を高めた分、イメージ・サークルは8×10 in判が限界である。
- 300 mm F9 - φ58 mm P=0.75ねじマウント。アタッチメントはφ67 mmねじ込み。金属鏡筒。ゼブラ仕上げの前期型と中期型が流通していた。マウントネジよりもレンズの後群がかなり大きく広がったラッパ状のデザインのため、レンズを前後に分離してから機器に装着するタイプとなっている。ロットナンバー11000000番台のレンズは中期型だが、Rodenstock のロゴが明らかに今までの古いものと異なり、また、これはモノコート主体だが日本製である。このレンズは画角を広くとっているが、1600万画素のマイクロ・フォーサーズ・カメラで使用しても解像力にまだ余裕がある。
- 360 mm F11 - φ58 mm P=0.75ねじマウント。アタッチメントはφ77 mmねじ込み。金属鏡筒。事実上8×10 in版カメラの標準レンズ的存在。ゼブラ仕上げの前期型と中期型が流通していた。マウントネジよりもレンズの後群がかなり大きく広がったラッパ状のデザインのため、レンズを前後に分離してから機器に装着するタイプとなっている。

アポ・ゲロゴン-S
- 270 mm F11 - φ58 mm P=0.75ねじマウント。アタッチメントはφ77 mmねじ込み。8枚角形絞りを採用。中期型が流通していた。マウントネジよりもレンズの前群と後群がかなり大きく広がった鼓状のデザインのため、レンズを前後に分離してから機器に装着するタイプとなっている。ドイツ最大のライバル・メーカー、シュナイダー・クロイツナッハが8×10 in判用に開発した高解像力の描写を誇る接写用マクロレンズ・Gクラロンに対抗して設計製作されたのが本製品で、画角が70度もある巨大なイメージ・サークルをカバーするレンズである。主に屋外での接写や風景撮影に使用された。8×10 in判よりも大きなフォーマット用にも対応できるイメージ・サークルを確保するために、レンズの後群がラッパ状に広がっている。メーカーでは使用形態を曖昧にしていたので、このレンズで撮影をして、このレンズで引き伸ばしプリントの制作もされた。このクラスのレンズは汎用性の高さも重要視される。Gクラロンよりもレンズシャッターに組み込むのが困難な光学系のため、真っ暗にしてストロボ・ライトで撮影したり、ジナー・シャッターやローラーブラインドシャッターを併用して使用されたが、昨今[いつ?]ではデジタルバックカメラや1億画素のラインセンサー・カメラなどでの使用もでき、撮影自体は楽になった。画角を欲張ったので後群が巨大化したが、レンズの集光率を犠牲にして絞りの開放F値をF11に留めているので、残存色収差の補正はほぼ完璧にできている。F90まで絞れるがメーカーでのアナウンスでは、F22で最高の性能を発揮できるように設計されている。Gクラロンの対抗馬なだけに1:1の等倍接写での解像力は優秀である。Gクラロンは残存色収差の激しい個体も多く設計の古さが否めないが、本レンズは真のアポクロマートを謳っているだけあり、残存色収差は目視では気にならない。リンホフ・ボードに取り付ける際、専用の締め付けナットはすでに入手できないのだが、一般的なφ67→φ58 mmのステップダウン・リングを流用できる。また、8×10 in判よりも大きなフォーマット用に開発されたため、イメージサークルが極端に大きいので、4×5 in判、120フィルムサイズのフイルムバック、デジタルバック、また高解像力デジタル一眼レフなどを使用すると極端なアオリ撮影も可能である。

### ゲロナー
ゲロナー (Geronar) は3群4枚を基本設計とする廉価版レンズ。

#### 大判カメラ用
WA・ゲロナー
- 90 mm F8 - 4群4枚。イメージサークルφ170 mm, アタッチメントはφ58 mmねじ込み

ゲロナー
- 150 mm F6.3 - 3群4枚。イメージサークルφ180 mm, アタッチメントはφ40.5 mmねじ込み
- 210 mm F6.8 - 3群4枚。イメージサークルφ230 mm, アタッチメントはφ49 mmねじ込み
- 300 mm F9 - 3群4枚。イメージサークルφ340 mm, アタッチメントはφ58 mmねじ込み

### グランダゴン
グランダゴン (Grandagon) は対称型の広角レンズ。

#### グラフレックスXL用
- 58 mm F5.6

#### 大判カメラ用
アポ・グランダゴン
- 35 mm F4.5
- 45 mm F4.5 - イメージサークルφ131 mm, アタッチメントはφ58 mmねじ込み、シャッター#0
- 55 mm F4.5 - イメージサークルφ163 mm, アタッチメントはφ67 mmねじ込み、シャッター#0

グランダゴンN
- 65 mm F4.5 - イメージサークルφ170 mm, アタッチメントはφ58 mmねじ込み、シャッター#0
- 75 mm F4.5 - イメージサークルφ195 mm, アタッチメントはφ67 mmねじ込み、シャッター#0
- 75 mm F6.8 - イメージサークルφ187 mm, アタッチメントはφ58 mmねじ込み、シャッター#0
- 90 mm F4.5 - イメージサークルφ236 mm, アタッチメントはφ82 mmねじ込み、シャッター#1
- 90 mm F6.8 - イメージサークルφ221 mm, アタッチメントはφ67 mmねじ込み、シャッター#0
- 115 mm F6.8 - イメージサークルφ291 mm, アタッチメントはφ82 mmねじ込み、シャッター#1
- 155 mm F6.8 - イメージサークルφ382 mm, アタッチメントはφ105 mmねじ込み、シャッター#1
- 200 mm F6.8 - イメージサークルφ495 mm, アタッチメントはφ135 mmねじ込み、シャッター#3

グランダゴン
- 65 mm F4.5 - 4群8枚。イメージサークルφ170 mm, アタッチメントはφ67 mmねじ込み、シャッター#0
- 75 mm F4.5 - 4群8枚。イメージサークルφ195 mm, アタッチメントはφ67 mmねじ込み、シャッター#0
- 75 mm F6.8 - 4群8枚。イメージサークルφ187 mm, アタッチメントはφ58 mmねじ込み、シャッター#0
- 90 mm F4.5 - 4群8枚。イメージサークルφ236 mm, アタッチメントはφ82 mmねじ込み、シャッター#1
- 90 mm F6.8 - 4群8枚。イメージサークルφ221 mm, アタッチメントはφ67 mmねじ込み、シャッター#0
- 115 mm F6.8 - 4群8枚。イメージサークルφ291 mm, アタッチメントはφ82 mmねじ込み、シャッター#1
- 155 mm F6.8 - 4群8枚。イメージサークルφ382 mm, アタッチメントはφ105 mmねじ込み、シャッター#1
- 200 mm F6.8 - 4群8枚。イメージサークルφ495 mm, アタッチメントはφ135 mmねじ込み

### グラフィゴン
アポ・グラフィゴン (Apo-Graphigon)
主にアポクロマート補正がなされている大判カメラ用の業務用レンズ。
- 240 mm F11

### ヘリゴン
ヘリゴン (Heligon)
標準の大口径レンズ。ダブルガウス型。

#### アグフア用
- 50 mm F2 - カラート36に固定装着。

#### デッケルマウント
レチナレフレックスSなどの交換レンズ。

#### グラフレックスXL用
- 80 mm F2.8
- 95 mm F2.8

### イマゴン
イマゴン (Imagon)
1群2枚のポートレート用軟焦点レンズ。絞りはF表示ではなくH表示でされる。

#### ペンタックス67用
- 200 mm H5.8

#### 大判カメラ用
- 200 mm H5.8 - 6×9 cm判用。シャッターなしとコパル#3付きが販売されていた。
- 250 mm H5.8 - 4×5 in判用。シャッター#3
- 300 mm H6.8 - 5×7 in判用。シャッター#3
- 300 mm H7.7

### オメガー
オメガー (Omegar)
オメガ製引き伸ばし機用にOEM供給されたもの。すでに製造停止である。
オメガー
- 70 mm F4.5

EL-オメガー
- 50 mm F3.5

### オメガロン
オメガロン (Omegaron)
オメガ製引き伸ばし機用にOEM供給されたもの。3群4枚のテッサー型ないしは3群3枚のトリプレット型の光学系。すでに製造停止である。ベース・レンズはイサロンである。
- 50 mm F3.5 - 3群3枚のトリプレット型。ライカLマウント。
- 105 mm F4.5 - 3群3枚のトリプレット型ライカLマウント。
- 135 mm F4.5 - 3群4枚のテッサー型。φ50 mmねじマウント。アタッチメントはφ49 mm前方ねじ込み。7枚絞り。金属製鏡筒。このレンズは名前を変えてノボフレックスなどその他色々なメーカーにOEM供給されていた。ベース・レンズはイサロン135 mm F4.5と思われる。[要出典]

### ロダゴン
ロダゴン (Rodagon)
シュナイダー・クロイツナッハのコンポノンと双璧をなす製品。一般に4群6枚オルソメター型。現行品。非常に精緻な描写で、ディストーションや色滲みも極限まで押さえ込まれており、解像力が高いため、ラインセンサーカメラなどのデジタル機器とも相性がよい。新開発されたローデンシュトック・フォーカシングシステムを使用しての撮影ではその性能を余すところなく発揮できる。5枚絞りが主流だが、ボケなどもクセがなく一般使用にも向いている。
- 28 mm F4 - φ32.5 mmねじマウント。アタッチメントはφ30.5 mmねじ込み。合成樹脂鏡筒。
- 35 mm F4 - φ32.5 mmねじマウント。アタッチメントはφ30.5 mmねじ込み。合成樹脂鏡筒。
- 50 mm F2.8 - ライカLマウント。アタッチメントはφ40.5 mmねじ込み。5枚絞り。合成樹脂鏡筒。
- 60 mm F4 - ライカLマウント。アタッチメントはφ40.5 mmねじ込み。
- 80 mm F4 - ライカLマウント。アタッチメントはφ40.5 mmねじ込み。5枚絞り。合成樹脂鏡筒。
- 80 mm F5.6
- 105 mm F5.6 - ライカLマウント。アタッチメントはφ40.5 mmねじ込み。合成樹脂鏡筒。
- 135 mm F5.6 - ライカLマウント。アタッチメントはφ40.5 mmねじ込み。合成樹脂鏡筒。
- 150 mm F5.6 - φ50 mmねじマウント。アタッチメントはφ52 mmねじ込み。7枚絞り。金属製鏡筒。コーティングの変更が過去に何度かあっただけで、現行品のデザインと光学系は、過去10年以上変更がないスタンダード・レンズ。これの絞りユニットを元にしていくつかのバリエーション・レンズが作られた。髙解像力、ゼロに近い歪曲収差、優れた像面の平坦性、ボケ味の良さが特長。
- 180 mm F5.6 - φ50 mmねじマウント。アタッチメントはφ58 mmねじ込み。金属製鏡筒。
- 210 mm F5.6 - φ58 mmねじマウント。アタッチメントはφ67 mmねじ込み。金属製鏡筒。
- 240 mm F5.6 - φ72 mmねじマウント。アタッチメントはφ77 mmねじ込み。金属製鏡筒。
- 300 mm F5.6 - φ72 mmねじマウント。アタッチメントはφ86 mmねじ込み。金属製鏡筒。
- 360 mm F6.3 - φ90 mmねじマウント。アタッチメントはφ95 mmねじ込み。金属製鏡筒。

ロダゴン-G (Rodagon-G)
4群6枚のオルソメター型で拡大倍率20×以上に適する。ロダゴンの高倍率版の位置づけ。現行品。
- 50 mm F2.8 - ライカLマウント。アタッチメントはφ40.5 mmねじ込み。
- 105 mm F5.6 - φ50 mmねじマウント。アタッチメントはφ40.5 mmねじ込み。
- 150 mm F5.6 - φ50 mmねじマウント。アタッチメントはφ49 mmねじ込み。
- 210 mm F5.6 - φ72 mmねじマウント。アタッチメントはφ67 mmねじ込み。
- 240 mm F5.6 - φ72 mmねじマウント。アタッチメントはφ77 mmねじ込み。
- 300 mm F5.6 - φ90 mmねじマウント。アタッチメントはφ86 mmねじ込み。
- 360 mm F6.8 - φ90 mmねじマウント。アタッチメントはφ105 mmねじ込み。
- 480 mm F8.4 - φ110 mmねじマウント。アタッチメントはφ112 mmねじ込み。

ロダゴン-WA (Rodagon-WA)
4群6枚のオルソメター型で広角版のレンズ。支柱の短い引き伸ばし機にも対応し、拡大倍率4 - 15×に適する。現行品。
- 40 mm F4 - ライカLマウント。
- 60 mm F4
- 80 mm F4 - ライカLマウント。
- 120 mm F5.6 - φ50 mmねじマウント。

アポ・ロダゴン (Apo-Rodagon)
アポクロマート補正された初期の高級版。すでに製造停止である。
- 50 mm F2.8
- 90 mm F4
- 240 mm F5.6 - ジナー・ボードにねじで直づけ。シャッターはない鼓型のプロセスレンズ。ジナー・シャッターやローラーブラインドシャッターなどを併用した。アポ・ロダゴンの中では最も大型。重さは約4 kg, 金属鏡筒。

アポ・ロダゴン-N (Apo-Rodagon-N)
5群7枚の変形オルソメター型でアポクロマート補正され拡大倍率2 - 15×に適する。ロダゴンシリーズの最高級版の位置づけ。現行品。絶版になった業務用のアポ・ゲロゴンシリーズの光学系を大口径化し、性能の良いロダゴンシリーズをよりブラッシュアップしたシリーズである。ロダゴンより少ないディストーションや像面の平坦性の向上はもとより、色収差をロダゴンシリーズよりもアポ・ゲロゴンシリーズと同様に厳しく補正してあり、よりクリアな画像が得られる。引き伸ばし用としての利用もさることながら、写真製版用にも耐え得る力量を持つ。また、一般撮影に於いて、特に接写撮影に使用する場合、非常に高性能なためデジタル機器との相性は抜群であり、ラインセンサー・カメラやデジタルバックなどの使用もメーカーでは推奨しており、新開発されたローデンシュトック・フォーカシングシステムを使用しての撮影ではその性能を余すところなく発揮できる。
- 45 mm F2.8 - すでに絶版。
- 50 mm F2.8 - 4群6枚のオルソメター型。ライカLマウント。アタッチメントはφ40.5 mmねじ込み。5枚絞り。合成樹脂鏡筒。
- 80 mm F4 - 5群7枚。ライカLマウント。アタッチメントはφ40.5 mmねじ込み。5枚絞り。合成樹脂鏡筒。描写性は105 mm F4とほぼ互角。
- 90 mm F4 - 5群7枚。ライカLマウント。アタッチメントはφ40.5 mmねじ込み。既に絶版。
- 105 mm F4 - 5群7枚。ライカLマウント。アタッチメントはφ40.5 mmねじ込み。5枚絞り。合成樹脂鏡筒。この一連のレンズ・シリーズの中でも突出した髙解像力。
- 150 mm F4 - 5群7枚。φ50 mmねじマウント。アタッチメントはφ67 mmねじ込み。金属鏡筒。

アポ・ロダゴン-D (Apo-Rodagon-D)
4群6枚の完全対称型のダブルガウス型のレンズで、完璧なアポクロマート補正がなされている。このレンズは引き伸ばしレンズではなく、設計の段階からポジフィルムの等倍デュープ撮影用に開発された、デュプリケーション・マクロ・レンズである。一般的にはベローズ接写器具と併用する。一種を除いて他は現行品。
- 75 mm F4 M1:1 - ライカLマウント。アタッチメントはφ40.5 mmねじ込み。5枚絞り。合成樹脂鏡筒。6×6 cm判までのフィルムサイズのデュプリケーションに使用する用途で妥協を許さない設計をされたレンズ。レンズ後端から撮像素子までの距離が次にあげる2x 75 mm F4.5よりも短いため、一般一眼レフデジカメで∞の画像は撮影が困難。ベローズ装置につけて、等倍 - 3倍程度の撮影では比類なき高解像力であり、像面平坦性も他のレンズより突出している。
- 75 mm F4 M1:1 Fixed - ライカLマウント。アタッチメントはφ40.5 mmねじ込み。5枚絞り。金属鏡筒。75 mm F4 M1:1 を基本として特殊用途に特化させた、きわめて限定的な使用形態のために開発されたレンズ。基本的な光学系は75 mm F4 M1:1と変わらないが、絞り値の刻印がなく、鏡筒全体に縦にスリットのあるピントリング状のものがあるが基本的には F4 固定の状態になっており、割り切った設計になっている。ただ、スリット仕上げのリングはJIS規格とは異なる独自の企画のへこみねじが隠されており、これを緩めるとスリット仕上げの外筒が回転し、5枚羽根の絞りを調節できるが、最終的には絞り値を固定し精度の高いシステムで高速にポジの複写をする場合に用いられた。生産本数は少なく、一般人が目にする機会は滅多にないプロラボ用のレンズ。また、一般には再利用の仕方もない。6×6 cmポジ・フィルムサイズまでのフイルムサイズ用に開発された。写真需要の縮小に伴い既に廃盤である。
- 2x 75 mm F4.5 - ライカLマウント。アタッチメントはφ40.5 mmねじ込み。5枚絞り。合成樹脂鏡筒。フィルムのデュプリケーションに使用する場合、非常に優秀なレンズである。6×7 cm判までのフィルムサイズ用に開発された。∞ - 1:1倍で高性能を発揮できる。きわめて鋭い解像力の高さと、グラデーションのなだらかさ、残存色収差の徹底的な排除のバランスが整っている。
- 120 mm F5.6 - ライカLマウント。アタッチメントはφ40.5 mmねじ込み。合成樹脂鏡筒。4×5 in判フィルムサイズまでのデュプリケーションに使用する用途で開発された。

### ロゴナー
ロゴナー (Rogonar)
普及版の引き伸ばしレンズとして開発された物。現行品。3群3枚のトリプレット型。メーカーのアナウンスでは、簡易的なラインセンサー・カメラ用のレンズにも使用できるとしている。
- 50 mm F2.8 - ライカLマウント。
- 75 mm F4.5

ロゴナー-S (Rogonar-S)
3群4枚のテッサー型、トリプレット型やテッサー型のレンズなので絞って使用すれば高性能である。絞り開放で使用すると若干、残存収差が現れるが、これを好んで一般撮影で接写に使用する者もいる。
- 25 mm F4 - φ32.5 mmマウント。アタッチメントはφ30.5 mmねじ込み。
- 35 mm F4 - φ32.5 mmマウント。アタッチメントはφ30.5 mmねじ込み。
- 50 mm F2.8 - ライカLマウント。アタッチメントはφ40.5 mmねじ込み。
- 60 mm F4.5 - ライカLマウント。アタッチメントはφ40.5 mmねじ込み。
- 75 mm F4.5 - ライカLマウント。アタッチメントはφ40.5 mmねじ込み。
- 90 mm F4.5 - ライカLマウント。アタッチメントはφ40.5 mmねじ込み。
- 105 mm F4.5 - ライカLマウント。アタッチメントはφ40.5 mmねじ込み。
- 135 mm F4.5 - φ50 mmねじマウント。アタッチメントはφ52 mmねじ込み。
- 150 mm F4.5 - φ50 mmねじマウント。アタッチメントはφ52 mmねじ込み。

### ロナー
ロナー (Ronar)
現在は、主に色収差を完璧にアポクロマート補正したアポ・ロナー (Apo-Ronar) が使われている。1:1撮影に対して最適化されているが、無限遠からの一般撮影にも使用が可能。設計に無理をしていないため、高性能ながら販売価格が他のアポクロマート補正レンズよりも安価であるのも特徴とメーカーでは謳っている。

#### 大判カメラ用・ロナー
絞りを挟んで完全対称のダイアリート型4群4枚構成である。特殊硝材を使用し完璧にアポクロマート補正を施されている。光学系は全て同一だが、用途に合わせて多様な品目があり、大きく分けてシャッターが組み込まれているタイプと絞りのみのバレル・タイプ・レンズがある。
写真製版などのプロセス・レンズ用はバレル・タイプの形式で、多くは絞り環が傘状に大きく張り出しており、絞り操作の微妙な加減がしやすくなっている。また、普通の形状の絞り環のプロセス・レンズも製造され、これは絞り値の他に実絞りの口径がcmで刻印表示されている。製版用の品目には、全品がオプションの特殊形状絞りや、シートフィルターを差し込むためのウォーターハウス型アタッチメント・スロットを備えている。品目により、レンズ前のアタッチメント・ネジが切られていない個体もある。また第一群の特殊硝材が脆いため、はめ込み式のサファイア・ガラスを使用したプロテクト・フィルターが最初から取り付けられている個体も存在する。特に、すでに解散したドイツの地図メーカー・クリムシュ (Klimsch) に依頼を受けて製造された個体は、開放から最小絞りまで形状の変化しない精巧な絞りを備えている。現行品として利用されるアポ・ロナーは下記に示したが、例として、ジナーなどに供給され、コンピューター制御の自動シャッターなど、デジタル・システムに対応している。発売初期から一貫して同じ光学系だが、年代により、様々なコーティングの違いがある。写真製版などのプロセス・レンズのため設計基準値は等倍だが、遠方の描写性も良いので多方面で利用されている。完璧なアポクロマート補正をすると球面収差が激増するので、F9など開放F値を抑えてある。現行品はレンズ・シャッター内蔵の大判カメラ用レンズのみ供給されている。
アポ・ロナー
- 150 mm F9 - 4群4枚。イメージサークルφ135 mm, アタッチメントはφ40.5 mmねじ込み。シャッター#0
- 240 mm F9 - 4群4枚。イメージサークルφ212 mm, アタッチメントはφ49 mmねじ込み。シャッター#1. 事実上4×5 in判カメラの標準レンズ的存在。ウォーターハウス型アタッチメント・スロットを備えた品目では、初期のものはスロットの内部も金属製だが、中期以降のものは樹脂製に置き換えられており、この部分が破損しやすい。完全業務用の絞り環が傘状のものは製造終了まで金属製である。製版用の品目はφ53 mm P=0.75とφ60 mm P=0.75の二種類のねじマウントのものが存在している。
- 300 mm F9 - 4群4枚。イメージサークルφ264 mm, アタッチメントはφ49 mmねじ込み。シャッター#1. ウォーターハウス型アタッチメント・スロットを備えた品目では、初期のものはスロットの内部も金属製だが、中期以降のものは樹脂製に置き換えられており、この部分が破損しやすい。完全業務用の絞り環が傘状のものは製造終了まで金属製である。製版用の品目はφ60 mm P=0.75ねじマウント。
- 360 mm F9 - 4群4枚。イメージサークルφ318 mm, アタッチメントはφ58 mmねじ込み。シャッター#3. 事実上8×10 in版カメラの標準レンズ的存在。ウォーターハウス型アタッチメント・スロットを備えた品目では、初期のものはスロットの内部も金属製だが、中期以降のものの内部は樹脂製に置き換えられており、この部分が破損しやすい。完全業務用の絞り環が傘状のものは製造終了まで金属製である。製版用の品目はφ60 mm P=0.75ねじマウント。
- 420 mm F9 - 4群4枚。イメージサークルφ328 mm, アタッチメントはφ58 mmねじ込み。現在廃版。
- 480 mm F9 - 4群4枚。イメージサークルφ396 mm, アタッチメントはφ67 mmねじ込み。シャッター#3
- 480 mm F11 - 4群4枚。イメージサークルφ396 mm, アタッチメントはφ67 mmねじ込み。シャッター#3
- 600 mm F9 - 4群4枚。イメージサークルφ496 mm, アタッチメントはφ95 mmねじ込み。現在廃版。
- 1000 mm F16 - 4群4枚。イメージサークルφ730 mm, アタッチメントはφ127 mmねじ込み。現在廃版。
- 1200 mm F16 - 4群4枚。イメージサークルφ870 mm, アタッチメントはφ127 mmねじ込み。現在廃版。

### ロテラー
ロテラー (Rotelar)
望遠レンズに使用される。

#### デッケルマウント
レチナレフレックスSなど用交換レンズ。

#### グラフレックスXL用
- 180 mm F4.5
- 270 mm F6.6

#### 大判カメラ用・ロテラー
- 270 mm F6.6

### シナロン
シナロン (Sinaron)

ジナーへのOEM製品。

### シロナー
シロナー (Sironar)
中判以上の標準または長焦点レンズに使用される。

#### 大判カメラ用・シロナー
アポ・シロナー-N
- 100 mm F5.6 - イメージサークルφ151 mm, アタッチメントはφ40.5 mmねじ込み。シャッター#0
- 135 mm F5.6 - イメージサークルφ200 mm, アタッチメントはφ40.5 mmねじ込み。シャッター#0
- 150 mm F5.6 - イメージサークルφ214 mm, アタッチメントはφ49 mmねじ込み。シャッター#0
- 180 mm F5.6 - イメージサークルφ262 mm, アタッチメントはφ58 mmねじ込み。シャッター#1
- 210 mm F5.6 - イメージサークルφ301 mm, アタッチメントはφ67 mmねじ込み。シャッター#1
- 240 mm F5.6 - イメージサークルφ350 mm, アタッチメントはφ77 mmねじ込み。シャッター#3
- 300 mm F5.6 - イメージサークルφ425 mm, アタッチメントはφ86 mmねじ込み。シャッター#3
- 360 mm F6.8 - イメージサークルφ435 mm, アタッチメントはφ105 mmねじ込み。シャッター#3
- 480 mm F8.4 - イメージサークルφ500 mm, アタッチメントはφ112 mmねじ込み。シャッター#3

アポ・シロナー-S
- 135 mm F5.6 - イメージサークルφ208 mm, アタッチメントはφ49 mmねじ込み。シャッター#0
- 150 mm F5.6 - イメージサークルφ231 mm, アタッチメントはφ49 mmねじ込み。シャッター#0
- 180 mm F5.6 - イメージサークルφ276 mm, アタッチメントはφ67 mmねじ込み。シャッター#1
- 210 mm F5.6 - イメージサークルφ316 mm, アタッチメントはφ72 mmねじ込み。シャッター#1
- 240 mm F5.6 - イメージサークルφ372 mm, アタッチメントはφ86 mmねじ込み。シャッター#3
- 300 mm F5.6 - イメージサークルφ448 mm, アタッチメントはφ100 mmねじ込み。シャッター#3
- 360 mm F6.8 - イメージサークルφ468 mm, アタッチメントはφ112 mmねじ込み。シャッター#3

アポ・シロナー-W
- 150 mm F5.6 - イメージサークルφ252 mm, アタッチメントはφ72 mmねじ込み。シャッター#1
- 210 mm F5.6 - イメージサークルφ352 mm, アタッチメントはφ100 mmねじ込み。シャッター#3
- 300 mm F5.6 - イメージサークルφ490 mm, アタッチメントはφ127 mmねじ込み。シャッター#3

シロナー-N
- 100 mm F5.6 - 4群6枚。イメージサークルφ151 mm, アタッチメントはφ40.5 mmねじ込み。シャッター#0
- 120 mm F5.6 - 4群6枚。シャッター#1
- 135 mm F5.6 - 4群6枚。イメージサークルφ200 mm, アタッチメントはφ40.5 mmねじ込み。シャッター#0
- 150 mm F5.6 - 4群6枚。イメージサークルφ214 mm, アタッチメントはφ49 mmねじ込み。シャッター#0
- 180 mm F5.6 - 4群6枚。イメージサークルφ262 mm, アタッチメントはφ58 mmねじ込み。シャッター#1
- 210 mm F5.6 - 4群6枚。イメージサークルφ301 mm, アタッチメントはφ67 mmねじ込み。シャッター#1
- 240 mm F5.6 - 4群6枚。イメージサークルφ350 mm, アタッチメントはφ77 mmねじ込み。シャッター#3
- 300 mm F5.6 - 4群6枚。イメージサークルφ425 mm, アタッチメントはφ86 mmねじ込み。シャッター#3
- 360 mm F6.8 - 4群6枚。イメージサークルφ435 mm, アタッチメントはφ105 mmねじ込み。

アポ・マクロ・シロナー
- 120 mm F5.6
- 180 mm F5.6 - 1/5× - 2×までの拡大率の接写に最適化されている。イメージサークルφ415 mm (1:1)。アタッチメントはφ67 mmねじ込み。シャッター#1

マクロ・シロナー-N
- 300 mm F5.6 - 1/3× - 1×, もしくは前玉後玉を付け替え1× - 3×までの拡大率の接写に最適化されている。イメージサークルφ525 mm (1:1)。アタッチメントはφ77 mmねじ込み。シャッター#3

アポ・シロナー・デジタル (Apo-Sironar-Digital)
9 μmまでのピクセルピッチに対応するよう設計されており、アオリのできるプロ用カメラで極めて高画質の写真が撮影できるデジタル撮影用レンズ。
- 35 mm F4.5 - イメージサークルφ105 mm, シャッター#0
- 45 mm F4.5 - イメージサークルφ125 mm, シャッター#0
- 55 mm F4.5 - イメージサークルφ125 mm, シャッター#0
- 105 mm F5.6 - イメージサークルφ125 mm, シャッター#0
- 135 mm F5.6 - イメージサークルφ150 mm, シャッター#0
- 180 mm F5.6 - イメージサークルφ150 mm, シャッター#1

アポ・マクロ・シロナー・デジタル (Apo-Macro-Sironar-Digital)
9 μmまでのピクセルピッチに対応するよう設計されているデジタル撮影接写用レンズ。
- 120 mm F5.6 - イメージサークルφ150 mm, シャッター#0

### テヒニカー
テヒニカー (Technikar)

リンホフへのOEM製品。リンホフ220に固定装着された。

### イザール
イザール (Ysar)
テッサー型。

#### クラロビット用
- 105 mm F3.9 - 自社カメラのクラロビッドに固定装着された。

### イザレックス
イザレックス (Ysarex)
テッサー型の標準レンズ。テヒニカーはリンホフ銘のOEM製品。

#### デッケルマウント
レチナレフレックスSなど用交換レンズ。

#### グラフレックスXL用
- 95 mm F3.5
- 127 mm F4.7
- 150 mm F4.5

### イサロン
イサロン (Ysaron)
普及版でロゴナー-Sの前身。すでに製造停止である。廉価版のレンズのため、省けるところはかなり簡素に作られているが、鏡筒は無垢アルミニウムの削りだしで制作され、表面のブラックはアルマイト処理がなされている。大まかに言うと前期型がこのアルミニウム削りだしで絞り環はゼブラ仕上げである。絞り羽根はだいたいの品目が6枚で簡素化されている。レンズ前郡で内部の絞り開閉リングも止めているので、前郡を外すと大抵は絞り羽根が外れ落ちてしまう。当時の簡素化はこういうやり方が多かった。後期版になると絞りナンバー自体が細長いビニールテープで仕上げてある。この6枚絞りは独特の形状をしており、105 mm F4.5はF11 - F16 あたりだと、開口部の形状は六芒星のような形になる。絞りは、ボールベアリングとバネによるクリックストップ機構を採用している。レンズの前群を外すと先に記したように絞り羽根がバラバラになるが、このボールベアリングも外れてしまう。
- 50 mm F2.5 - ライカLマウント。3群4枚のテッサー型。ライカのフォコマートV35に採用されていた。
- 50 mm F3.5 - ライカLマウント。3群4枚のテッサー型。
- 60 mm F4.5 - ライカLマウント。3群4枚のテッサー型。
- 75 mm F4.5 - ライカLマウント。3群4枚のテッサー型。
- 90 mm F4.5 - ライカLマウント。3群4枚のテッサー型。
- 105 mm F4.5 - ライカLマウント。3群4枚のテッサー型。アタッチメントはφ35.5 mmねじ込み。
- 135 mm F4.5 - φ50 mm P=0.75ねじマウント。3群4枚のテッサー型。アタッチメントはφ49 mm前方ねじ込み。
- 150 mm F4.5 - φ50 mm P=0.75ねじマウントなど数種類ある（Lマウントでない）。アタッチメントはφ49 mmねじ込み。
- 210 mm F4.5 - マウントはLマウントでない。アタッチメントはφ55 mmねじ込み。製版用。

## ローデンシュトック・フォーカシングシステム
近年、フイルムカメラの衰退とともに写真現像引き伸ばし用のレンズの需要がなくなった。そのためニコンなどは特需ルートの業務用の品目（レイファクト・シリーズ）以外の一般向け商品の製造自体を止めてしまったが、ローデンシュトックとシュナイダー・クロイツナッハの両社では写真現像引き伸ばし用のレンズの超高解像力に着目し、現代の7000万 - 1億画素のラインセンサー・カメラに取り付けて工業用やビデオ撮影用レンズとしての生き残りを考えた。このローデンシュトック・フォーカシングシステム (Rodenstock Focusing System) は金属製の筒がヘリコイドで前後し、写真現像引き伸ばし用のレンズで撮影できるようにした簡便な製品だが、工業用途での使用が前提にあるため、高精度、高耐久性、高耐衝撃性などマシンビジョン・カメラには欠かせない要求を満たす剛直な造作に仕上がっている。この業務用のヘリコイドマウント・システムは当初、シュナイダー・クロイツナッハがユニホック58ヘリコイドマウント・システム (Schneider-Kreuznach UNIFOC 58 Helical Focus Mount System) として先行して市場に出したが、後に後を追う形でローデンシュトックも似たようなローデンシュトック・ライノス・スマートフォーカス・システム (Rodenstock Linos Smart-Focus System) やローデンシュトック・モジュラーフォーカス・システム (Rodenstock Modular-Focus System) などを考案し発表した。
- ローデンシュトック・ライノス・スマートフォーカス・システム (Rodenstock Linos Smart-Focus System) は、M39ネジ径と各種カメラアダプターに対応し、主にアポ・ロダゴン-Nやロダゴンなどの高精度高解像力のレンズを、工業用ラインセンサー・カメラやビデオ撮影に対応させるヘリコイド式マウントであり、各種カメラアダプターを使用して、あらゆる撮影システムに用いられる。ニコンFマウントやCマウントアダプターを用いてプロ用メガピクセルカメラやビデオカメラに装着が可能。モジュラーフォーカスとの違いは、繰出しが12.4 mmと短く、フォーカシング中にレンズが回転する。
- ローデンシュトック・モジュラーフォーカス・システム (Rodenstock Modular-Focus System) は、ローデンシュトックFA/MVカメラ用レンズを各種異なるカメラのマウントに対応させて、フォーカシングを可能にするヘリコイド式マウントであり、各種カメラアダプターを使用して、あらゆる撮影システムに用いられる。ニコンFマウントやCマウントアダプターを用いてプロ用メガピクセルカメラやビデオカメラに装着が可能。

## カメラ製品
1926年頃から1950年代に十数種のカメラを製造販売したが、自社では製造せず、ほとんどはウェルタ・カメラヴェルクを下請けとしたOEMである。

### 120フィルム使用カメラ
- ヴェロールIII型（Werol III, 1932年発売） - 前玉回転式。120フィルムによる6×9 cm判。
- プロントクラップ（Prontoklapp, 1932年発売） - ヴェロールIII型に似ているがピント合わせが遠近二段切り替えに簡略化されている。120フィルムによる6×9 cm判。
- シトクラップ（Citoklapp, 1932年発売） - 6×9 m判（同）。ボディはウェルタ製[2]。
- シトネッテ - 1932年のローデンシュトックのカタログにて「スプリングカメラ」と明記されている。ピント合わせは前玉回転式とヘリコイド式の二通りの製品がある。120フィルムによる6×4.5 cm判。ボディはウェルタ製[2]。
- イゼッテ（Ysette, 1932年発売） - 120フィルムを使用し6×4.5 cm判。
- クラロヴィッドI型（Clarovid I, 1934年発売） - スプリングカメラに分類されることが多いが、レール上にレンズを引き出す形式なので厳密には異なる。ピント合わせはラック・アンド・ピニオン式。ボディはウェルタ製[2]。レンズはテッサー型のイザール 105 mm F3.9. 距離計とファインダーが別にある二眼式のファインダー搭載。
- クラロヴィッドII型 (Clarovid II) - ファインダーに実像上下像合致式距離計が組み込まれているファインダー搭載。ボディはウェルタ製[2]。

### 127フィルム使用カメラ
- ロジネッテ（Rodinett, 1932年頃発売） - グルンツのインゴをローデンシュトックブランドにOEMしたもの[2]。127フィルムを使用し4×3 cm判。前蓋が観音開きが特徴的な蛇腹式スプリングカメラ[2]。
- イゼラ（Ysella, 1932年発売） - 127フィルムを使用し4×3 cm判。